# Ablerus atomon
Ablerus atomon is een vliesvleugelig insect uit de familie Aphelinidae. De wetenschappelijke naam is voor het eerst geldig gepubliceerd in 1847 door Walker.